# TV München

Logo des Vorgängers
TV Weiß-Blau

TV München (Eigenschreibweise tv.münchen oder tv.m) war ein lokaler Fernsehsender mit Sitz in München-Trudering.

## Geschichte
Vorläufer war der 1985 gegründete Sender TV Weiß-Blau, dessen Programm zunächst 24 Stunden im Kabelnetz München/Oberland zu empfangen war und als Programmfenster innerhalb von Sat.1 über die Hausantenne auf Kanal 59.
Am 1. September 1993 ging das Ballungsraumfernsehen 24 Stunden terrestrisch auf Sendung (Kanal 51). Ein Jahr später musste man jedoch dem neuen Konkurrenten „M1 – Fernsehen für München“ (MEins) Sendezeit abtreten. MEins war ein Programm des Münchner Zeitungsverlags und sendete von Montag bis Sonntag 7:30 – 8:00 Uhr, 12:30 – 13:25 Uhr, 18:30 – 19:30 Uhr sowie montags bis freitags von 22:30 – 23:15 Uhr.
Ab 1997 erfolgte die gemeinsame Vermarktung mit dem Schwestersender TV Berlin unter dem Slogan „Zwei Sender - zwei Metropolen - ein Programm“. Der Münchner Zeitungsverlag zog sich aus dem Fernsehgeschäft zurück und tv.münchen erwarb zum 1. Januar 2000 die M1-Fernsehen für München GmbH und deren Sendezeiten.
Von April 2001 bis Juli 2002 wurde das Mantelprogramm von Sun-TV auf TV München ausgestrahlt. Bei Sun-TV handelte es sich um einen Fernsehkanal der Kirch-Gruppe, welcher sein Programm ausschließlich über diverse Ballungsraumsender Deutschlands verbreitete, wodurch erfolgreiche Formate wie Blondes Gift mit Barbara Schöneberger und die WIB-Schaukel mit Wigald Boning auch in München empfangbar waren. Im Zuge der Insolvenz der Kirch-Gruppe stellte Sun-TV seine Programme ein.
Mitte 2002 verkaufte der langjährige Hauptanteilseigner CH-TV Medien GmbH seine Anteile an eine europäische Mediengruppe.
Im Januar 2005 entzog die Bayerische Landeszentrale für neue Medien tv.münchen die Lizenz aufgrund von undurchsichtigen Eigentumsverhältnissen. Am 6. April 2005 meldete der Lokalsender beim Amtsgericht München Insolvenz an. Grund hierfür waren u. a. ausbleibende Zahlungen eines Kärntner Gesellschafters. Zum 30. Juni 2005 wurde dem Sender die Sendelizenz entzogen. Am 1. Juli 2005 ging der neue Sender München TV auf Sendung und übernahm die Frequenzen.